# Gustav Kóczián-Miskolczy

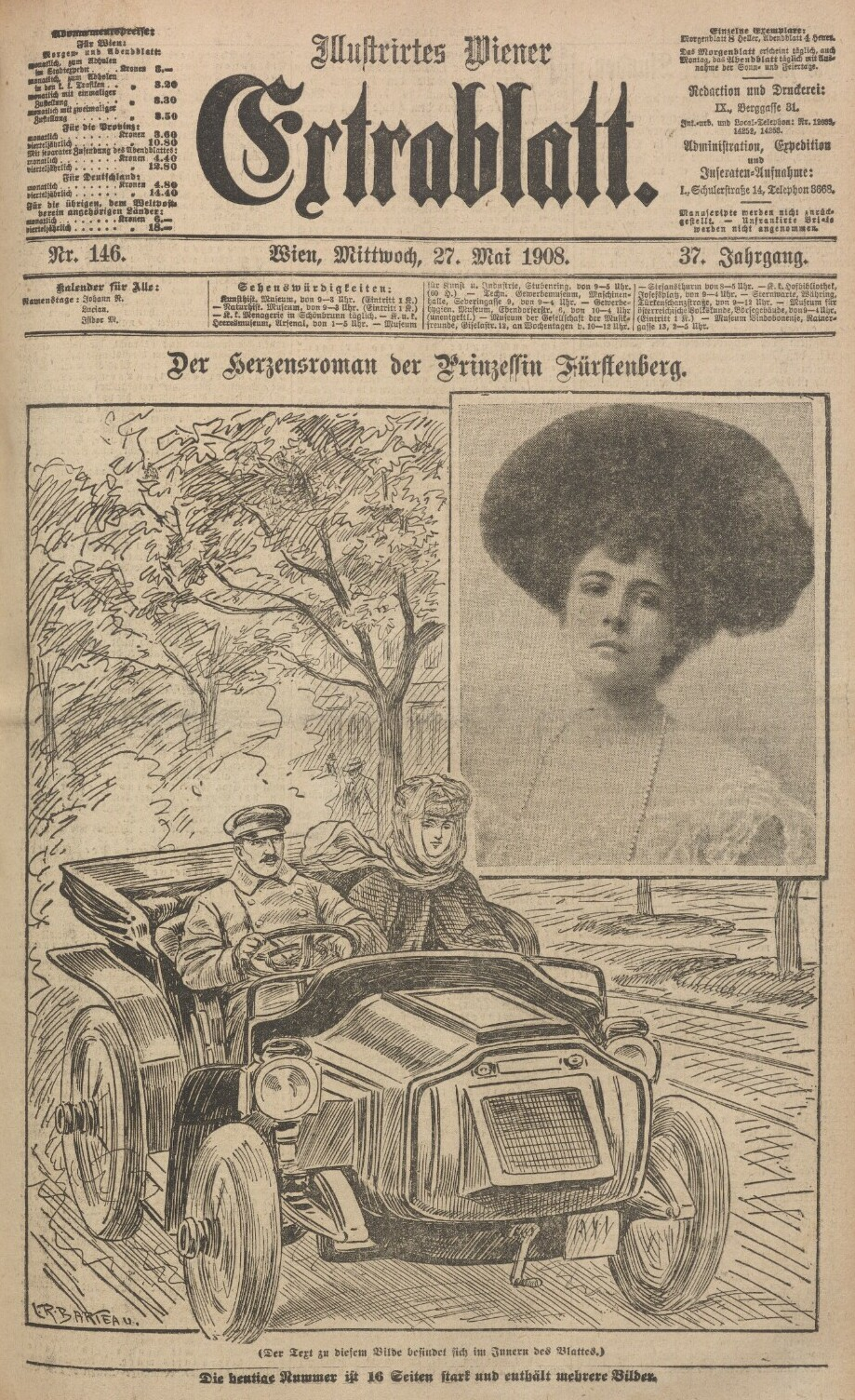
Gustav Koczian am Steuer mit Prinzessin Fürstenberg (1908)

Gustav Wilhelm Viktor von Koczian-Miskolczy (* 15. Mai 1877 in Brünn, Österreich-Ungarn als Gustav Koczian; † 12. Juli 1958 in Oberndorf bei Salzburg) war ein Speditionskaufmann, Filmproduzent, Autohändler und Militär.

## Leben
Gustav von Koczian wurde 1877 in Brünn geboren. Er war der Sohn von Hugo August von Koczian und Johanna Rosa von Koczian, geb. Poche. Er besuchte fünf Klassen des Gymnasiums in Brünn und absolvierte im Anschluss die Artillerie-Cadetten-Schule in Wien. Am 18. August 1898 trat er in die Armee ein und war zuerst Cadett-Offizier-Stellvertreter. 1899 wurde er Leutnant und 1905 Oberleutnant des Dragoner-Regiments Nr. 13 in Klattau. 1905 und 1906 besuchte er die Kriegsschule in Wien. Er erwarb aber keinen Abschluss, sondern wurde 1906 oder 1907 in die Reserve versetzt. Im Anschluss arbeitete er als Agent für die Automobilfirma Benz in Wien. Von dort ging er nach Karlsbad, um dort unter den Kurgästen zu akquirieren. Dort lernte er Amalie, Prinzessin von Fürstenberg, kennen. und heiratete sie 1908 in der Schweiz. Im Anschluss arbeitete er in Mannheim für die Rheinische Automobilbau-Aktiengesellschaft und wurde um 1908 zum Direktor ernannt. Später übersiedelten sie nach Frankfurt. 1909 bekamen sie einen Sohn und 1910 eine Tochter. 1912 trat er in die Freimaurerloge „Carl zum aufgehenden Licht“ ein. Am 23. Juli 1915 wurde seine Ehefrau Mutter der Tochter Signe des Schauspielers Walter Janssen. 1915 wurde er aus der Reserve mobilisiert. Bis Jahresende vertrat er das Wiener Kriegsministerium beim Großen Generalstab in Berlin. Dann erkrankte er möglicherweise an Malaria und wurde aus der Armee entlassen. Am 9. Juni 1915 erhielt er das Offizierskreuz des Franz-Josephs-Ordens vom österreichischen Kaiser und das Eiserne Kreuz Erster Klasse durch den deutschen Kaiser. Am 3. Februar 1916 ließ er sich vom Ungarn Stepan Miskolci aus Vácz adoptieren und führte seither den Namen Baron Gustav von Koczian-Miskolczy - vermutlich um sich nach ungarischem Recht scheiden zu lassen. Im Februar 1916 wurde er Generalrepräsentant für Deutschland der Wiener Spedition Schenker. Die Scheidung erfolgte am 13. Mai 1917 in Budapest. Zehn Tage später heiratete Amelie ihren Scheidungsanwalt Gustav Scanzoni von Lichtenfels. Dieser adoptierte Signe. Diese wurde unter dem Namen Signe von Scanzoni als Theaterkritikerin sowie Lebensgefährtin und Biographin von Erika Mann bekannt.
Am 20. November 1919 heiratete Koczian die Stummfilmschauspielerin Ossi Oswalda. 1921 gründete seine Frau eine Produktionsfirma und er wurde deren Geschäftsführer. 1925 unterschrieb Oswalda bei der UFA. Im Herbst 1935 reiste Gustav nach New York und ihre Ehe wurde geschieden.
In dritter Ehe war er ab 3. Januar 1927 mit der Dänin Else Dornonville de la Cour verheiratet. In der Heiratsurkunde wird er als Tschechoslowake bezeichnet. Sie arbeitete unter dem Namen Elsie Fuller als Schauspielerin und später als Drehbuchautorin. Sie lebten in Los Angeles. Gustav arbeitete als Produzent bei Paramount. Im Oktober 1932 reichte seine Frau die Scheidung ein.
Am 19. April 1935 heiratete er Lydia Alexandra Grosspietsch. Zeitweise lebte das Paar in Berlin-Schöneberg oder in Zagreb. Er gehörte zum engeren Kreis um den Wehrmachtsgeneral Edmund Glaise-Horstenau und war an der Aktion Diana Budisavljević beteiligt. Nach dem Krieg zogen sie nach Schloss Weitwörth bei Salzburg. Aus dieser Ehe entstammt seine Tochter Johanna von Koczian. Seine Enkelin ist die Schauspielerin Alexandra von Koczian.

## Filmografie
- 1921: Amor am Steuer
- 1922: Das Mädel mit der Maske
- 1922: Der blinde Passagier
- 1923: Das Milliardensouper
- 1924: Colibri